# Rhipidocephala angustior
Rhipidocephala angustior là một loài ruồi trong họ Asilidae. Rhipidocephala angustior được Oldroyd miêu tả năm 1966.